# Menophra dioxpages
Menophra dioxpages är en fjärilsart som beskrevs av Louis Beethoven Prout 1916. Menophra dioxpages ingår i släktet Menophra och familjen mätare. Inga underarter finns listade i Catalogue of Life.